# Špekulacijski scenarij
Špekulacijski scenarij (angleško spec-ulation script) je oblikovna vrsta oziroma oblikovna različica že dokončanega scenarija, ki ga napiše amaterski scenarist. Takšni scenariji so poznani še pod drugim imenom in sicer t. i. ″nezaželeni scenariji″ (angleško unsolicited script or material). Ena izmed mnogih značilnosti je tudi, da je za malenkost besedno bogatejši od snemalnega scenarija, vendar je na drugi strani snemalni scenarij besedno bogatejši zaradi režiserskih napotkov. Glavni namen te vrste dokončanega scenarija je, da se ga proda. Špekulacijske scenarije navadno pišejo še neuveljavljeni scenaristi, ki želijo postati profesionalni in tako prodreti na trg. Takšne scenarije se lahko proda neposredno producentu ali po lažji poti, najti literarnega agenta, ki ga bo prodal namesto scenarista.
Špekulacijski scenariji lahko imajo neomejeno število t. i. različic, osnutkov ali revizij. Vsi profesionalni pisci, zaposleni tako v filmski kot televizijski industriji, pa najprej napišejo nekaj verzij naročenega scenarija (po oblikovnih kriterijih enak špekulacijskemu scenariju), saj ga z novimi in dodelanimi verzijami izboljšajo, tako njegov izgled, strukturo, kot ostale pomembne scenaristične elemente. Špekulacijski scenariji so v radijski produkciji redki.
Ti scenariji imajo lahko več avtorjev.

## Špekulacijski scenarij z dvojnim pomenom
Takšni scenariji imajo lahko dvojni pomen. Velikokrat pri pojmovanju o vrstah scenarijev prihaja do zmede. Špekulacijske scenarije gledano po obliki (eden izmed osnovnih kriterijev določanja oblike scenarija), prav tako pišejo profesionalni scenaristi, saj je osnovna oblika enaka, vendar razlika med amaterjem in profesionalcem je v tem, da amater dejansko piše špekulacijski scenarij, profesionalec pa ne saj glede na splošno vrsto scenarijev (osnovni kriterij pojmovanja) piše t. i. naročeni scenarij. Profesionalni scenaristi po končanem t. i. naročenem scenariju in vseh potrebnih popravkih od producenta dobijo zeleno luč (angleško green light oz. green-lit) in lahko pričnejo pisati snemalni scenarij.

## Špekulacijski scenarij proti snemalnim scenarijem
Špekulacijski scenariji se od snemalnih scenarijev lahko razlikujejo v tem, da niso oštevilčeni po scenah, ni uporabljenih režiserskih napotkov in pred scenarijem samim ni podatkov o igralski zasedbi in filmskih likih, katerega le-ti igrajo. Ko pa so pri filmskem procesu znani igralci, režiser ter drugi pomembni faktorji, ki vplivajo na izdelavo filma, kot so to, da so znani končni avtorji scenarija, oštevilčenje scen, brisanja nezaželenih scen ipd., se producenti odločijo da bodo takšno obliko scenarija skupaj z režiserjem in zadnjim scenaristom, ki je spreminjal scenarij, preoblikovali v t. i. snemalni scenarij.
Te vrste scenarijev se uporabljajo tako pri filmski, kot tudi pri televizijski scenaristiki.

## Nezaželeni scenarij
Nezaželeni scenariji so tisti, ki s strani bodočih in nadobudnih amaterskih scenaristov vsak dan, v kupih, prihajajo po elektronskih in navadnih poštah do studijev in produkcijskih podjetij. Ta podjetja in organizacije navadno vse scenarije zavržejo, ali jih uničijo ali pa jih skrivno preberejo in uporabijo ali scenarij, zgodbo ali preprosto idejo za kakšen nov projekt. Na določenih spletnih straneh ameriških studijev je celo navedeno, da studiji sami ne odgovarjajo za nastalo pravno škodo, v primeru da uporabijo kaj od tega, kar jim obupani scenaristi pošljejo. Nekateri studiji jim, če so scenaristi poslali scenarij fizično k njim, le-tega osebno vrnejo, vendar na pošiljko ne odgovarjajo, saj vsakodnevno preprosto prejmejo nekaj sto scenarijev, ki jih enostavno ne morejo prebrati, kaj šele nanj odgovarjati. Kar nekaj tožb in pravnih zapletov se je v Hollywoodu v preteklosti že zgodilo, vendar je večkrat šlo za tožbe povezane s tem, da bi naj studiji ukradli določene ideje scenaristov, manj pa je primerov, da bi se naj ukradlo po cele scenarije in avtorske pravice le-teh. Ameriška avtorska agencija je celo navedla nekaj zakonskih določb, ki pravijo, da ideje, ki so pisne, ne morejo vedno biti avtorsko zaščitene, sploh zato ker je težko dokazati, da je napisano delo pravnomočno avtorsko. Agencija je že izjavila, da ustnih virov nikakor ne morejo tolerirati kot intelektualno lastnino.